# تشيوماجيشت
تشيوماجيشت هي بلدية تقع في إقليم أرجيش في رومانيا.

## السكان
حسب إحصائيات 2002 بلغ عدد سكان القرية 1,362 نسمة.